# 渡邊順生
渡邊 順生（わたなべ よしお、1950年 - ）は、日本のチェンバロ奏者、フォルテピアノ奏者、クラヴィコード奏者、指揮者。

## 経歴
神奈川県鎌倉市生まれ。幼少からピアノを学び、東京教育大学附属駒場中学校・高等学校時代にヴェルディ、ワーグナーらのオペラに心酔。マタイ受難曲に出会ってからバッハに強く惹かれた。ピアノを宅孝二に師事。
一橋大学社会学部在学中にチェンバロ奏者を志して小林道夫に師事。卒業後、アムステルダム音楽院でグスタフ・レオンハルトに師事。1977年、最高栄誉賞付きソリスト・ディプロマを得て卒業、またプリ・デクセランス受賞。この賞は現在は教育改革で廃止されたが、オランダの音楽教育における最高の賞である。
1978年、東京でデビューリサイタルを開く。1980年に日本へ帰国。以降、渡邊順生チェンバロ音楽シリーズを開催し、1984年には日本初のオリジナル楽器のオーケストラ"バロック・バンド"を結成するなど、精力的に活動。指揮者としても、モンテヴェルディ、ヘンデル、バッハらの作品を演奏し、フォルテピアノとクラヴィコードの演奏でも活躍。
フランス・ブリュッヘン、アンナー・ビルスマなど多数の内外演奏家と共演。その他、オリジナル楽器を用いて歌曲伴奏にも取り組むほか、執筆や楽譜校訂を手がけ、東京書籍から「チェンバロ・フォルテピアノ」を出版している。
上野学園大学音楽学部客員教授、国立音楽大学演奏学科鍵盤楽器専修講師、東京音楽大学音楽学部器楽専攻講師、桐朋学園大学音楽学部古楽器専攻講師等として指導にあたる。国立音楽大学音楽研究所バッハ演奏研究プロジェクト所員。
2006年レコードアカデミー賞器楽曲部門受賞、2011年、第42回サントリー音楽賞受賞。2024年、第66回毎日芸術賞受賞。

## 著書
- チェンバロ フォルテピアノ（2000年8月31日、東京書籍）ISBN 978-4487794157